# Эверния мезоморфная
Эве́рния мезомо́рфная (лат. Evernia mesomorpha)  — вид лишайников рода Эверния (Evernia) семейства  Пармелиевые (Parmeliaceae).

## Описание
Слоевище кустистое, прямостоячее, чаще повисающее, 2,5—10,0 см длины. Лопасти 1,0—2,5 мм ширины, дихотомически разветвлённые, более или менее уплощённые, иногда слегка округлые, радиального строения, одинаково окрашенных с обеих сторон. Соредии точковидные, беловатые или сероватые, часто многочисленные, покрывают всю поверхность лопастей. Изидии иногда развиваются очень обильно, короткие, изредка до 2 мм длины, палочковидные, простые или разветвлённые, сероватые. Апотеции развиваются довольно редко, до 3 мм, расположены по краям слоевищных лопастей, блюдцевидной формы, с тёмно-коричневым диском, окружённым тонким краем, одного цвета со слоевищем. Сумки 8-споровые, округлые. Споры яйцевидные, бесцветные, 7—10×5—6 мкм, одноклеточные.

### Химический состав
Присутствуют вторичные метаболиты: диварикатовая и усниновая кислоты, иногда атранорин.

## Среда обитания и распространение
На коре деревьев лиственных и хвойных пород, реже обработанной древесине и камнях. Особенно обильно развивается на стволах деревьев в освещённых местах.
Встречается в умеренной и тропической зонах Азии, Европе, Северной Америке, включая Мексику, арктической зоне.
В России — по всей территории.

## Охранный статус
В России вид занесён в Красную книгу Белгородской, Курской, Тульской областях, города Москвы.